# Mario Silva
Pour les articles homonymes, voir Mário Silva et Silva.
 (janvier 2025).
Si vous disposez d'ouvrages ou d'articles de référence ou si vous connaissez des sites web de qualité traitant du thème abordé ici, merci de compléter l'article en donnant les références utiles à sa vérifiabilité et en les liant à la section « Notes et références ».
Mario Silva (né le 11 juin 1966 aux Açores, au Portugal) est un homme politique canadien ; il a été député à la Chambre des communes du Canada, représentant la circonscription ontarienne de Davenport de 2004 à 2011 sous la bannière du Parti libéral du Canada.

## Biographie
Né le 11 juin 1966, il a été élu au Canada de 1994 à 2011, ainsi qu’auteur et spécialiste du droite. En décembre 2011, le gouvernement du Canada l’a nommé au poste de président du Groupe de travail pour la coopération internationale en matière d’éducation, de mémoire et de recherche au sujet de l’Holocauste (ITF) à compter de 2013. Le ITF est un organisme intergouvernemental composé de 31 pays membres ayant le mandat d’affirmer l’appui des chefs de file politiques et sociaux envers le besoin d’éduquer les gens au sujet de l’Holocauste, de commémorer l’Holocauste et de favoriser la recherche à cet égard à l’échelle nationale et internationale.
Il est diplômé de l’Université de Toronto, de l’Université Sorbonne, à Paris, et il détient une maîtrise en droit international de l’Université d’Oxford ainsi qu’un doctorat en droit de l’Université nationale de l’Irlande, à Galway. Le président français l’a décoré de l’insigne de Chevalier dans l’Ordre de la Légion d’Honneur de la République française, puis il a été reçu dans l’Ordre du Mérite du Portugal ainsi que l’Ordre de Rio Branco du Brésil.
Alors qu’il siégeait au conseil municipal de Toronto, il a occupé plusieurs postes dont celui de maire suppléant, de président du Conseil international pour les initiatives écologiques communales et président des vastes installations  riveraines de la ville à Exhibition Place. Il a également siégé à différents conseils, y compris ceux de Toronto Hydro, de la Toronto Transit Commission, de l’Hôpital Mount Sinai et de la Compagnie d’opéra canadienne.
Au cours de ses trois mandats à titre de député de Davenport (Toronto), il a joué le rôle de porte-parole de l’Opposition officielle en matière de Travail, de Conseil du Trésor et d’Affaires étrangères pour les Amériques. Il a été président de la Commission d’enquête parlementaire canadienne sur l’antisémitisme et vice-président du Comité international des droits de l’homme.
Il est un conférencier invité à plusieurs universités et il a publié un grand nombre d’articles dans plusieurs revues juridiques internationales de premier plan.